# Nāḩiyat Ḩarrān al ‘Awāmīd
Nāḩiyat Ḩarrān al ‘Awāmīd (arabiska: ناحية حران العواميد) är ett subdistrikt i Syrien.   Det ligger i provinsen Rif Dimashq, i den sydvästra delen av landet, 28 km öster om huvudstaden Damaskus.
Trakten runt Nāḩiyat Ḩarrān al ‘Awāmīd är ofruktbar med lite eller ingen växtlighet. Runt Nāḩiyat Ḩarrān al ‘Awāmīd är det ganska tätbefolkat, med 75 invånare per kvadratkilometer.